# Velennes (Oise)
Velennes es una comuna francesa situada en el departamento de Oise, en la región de Alta Francia.

## Demografía
| 131 | 114 | 149 | 197 | 269 | 271 | 242 |
| Para los censos de 1962 a 1999 la población legal corresponde a la población sin duplicidades (Fuente: INSEE [Consultar]) |     |     |     |     |     |     |